# Độ giòn
Độ giòn (tiếng Anh: brittleness) của vật liệu có thể hiểu là khả năng vật liệu bị nứt gãy dưới tác động của ứng suất tác động vào vật liệu đó. Những vật liệu có độ giòn cao, khi tác động một lực tương đối nhỏ đã đủ gây ra sự nứt hay vỡ. Thủy tinh được xem như một loại vật liệu khá giòn. Trước khi xảy ra hiện tượng nứt, vỡ, bản thân vật liệu cũng xảy ra hiện tượng trượt trong các tinh thể, nhưng rất nhỏ. Đối nghịch với độ giòn là độ dẻo.
Trong cơ khí vật liệu có độ giòn cao điển hình là gang chỉ được dùng để chế tạo các chi tiết đỡ như bệ máy, vỏ hộp. Vật liệu này không được dùng để chế tạo các chi tiết đòi hỏi độ bền cao như trục, bánh răng...